# Щурик антильський
Щурик антильський (Progne dominicensis) — вид горобцеподібних птахів родини ластівкових (Hirundinidae).

## Поширення
Вид гніздиться по всіх Антильських островах, за винятком Куби та Ісла-де-ла-Хувентуд, де його замінює споріднений щурик кубинський (P. cryptoleuca). Існують записи про спостереження з материкової частини Центральної та Південної Америки, куди птахи мігрують у негніздовий період.

## Опис
Дорослі птахи сягають 18,5 см завдовжки, мають роздвоєний хвіст і відносно широкі крила, важать 40 г. Дорослі самці глянсового синьо-чорного забарвлення з контрастною білою нижньою частиною. Самиця та молодняк тьмяніші, ніж самці, з сіро-коричневими грудьми та боками та білою нижньою частиною.

## Спосіб життя
Зграйні птахи, що полюють на комах у польоті. Вони часто трапляються великими, іноді змішаними зграями. Гніздиться в дупла і будівлях. У вистелене гніздо відкладає 3-6 яєць і висиджує протягом 15 днів. Через 26-27 днів пташенята вилітають з гнізда.